# Волоський горіх у селі Верхоріччя
Волоський горіх у селі́ Верхорі́ччя. Найдавніший горіх в Україні. Обхват 5 м, висота 20 м вік близько 500 років. Росте в селі Верхоріччя Бахчисарайського району, Крим, по вул. 8 Березня, 18, у дворі М. Копилової. Потребує заповідання.

## Ресурси Інтернету
- Фотогалерея самых старых и выдающихся деревьев Украины  [Архівовано 8 квітня 2014 у Wayback Machine.]

## Виноски
1. 1 2   Шнайдер С. Л., Борейко В. Е., Стеценко Н. Ф. 500 выдающихся деревьев Украины. — К.: КЭКЦ, 2011. — 203 с.